# Astaffort
 Astaffort  es una población y comuna francesa, en la región de Aquitania, departamento de Lot y Garona, en el distrito de Agen y cantón de Astaffort. En ella nació el conocido músico Francis Cabrel.

## Demografía
| 1792 | 1740 | 1802 | 1835 | 1828 | 1880 |
| Para los censos de 1962 a 1999 la población legal corresponde a la población sin duplicidades (Fuente: INSEE [Consultar]) |      |      |      |      |      |